# Оскар Алфредо Галвес
Оскар Алфредо Галвес (на испански: Oscar Alfredo Gálvez) е бивш аржентински пилот от Формула 1. Роден е на 17 август 1913 година в Буенос Айрес, Аржентина.

## Формула 1
Оскар Алфредо Галвес дебютира във Формула 1 през 1953 г. в Голямата награда на Аржентина, в световния шампионат на Формула 1 записва 1 участие като успява да спечели две точки. Състезава се за отбора на Мазерати.